# Tectonatica
Genre
Synonymes
- Natica (Tectonatica) Sacco, 1890[1]

Tectonatica est un genre de mollusques gastéropodes marins de la famille des Naticidae.

## Liste d'espèces
Selon World Register of Marine Species (29 octobre 2017) :
- Tectonatica bougei (G. B. Sowerby III, 1908)
- Tectonatica impervia (Philippi, 1845)
- Tectonatica lactinea (X.-T. Ma & S.-P. Zhang, 1993)
- Tectonatica micra (Haas, 1953)
- Tectonatica pusilla (Say, 1822)
- Tectonatica rizzae (Philippi, 1844)
- Tectonatica robillardi (G. B. Sowerby III, 1894)
- Tectonatica sagraiana (d'Orbigny, 1842)
- Tectonatica shorehami (Pritchard & Gatliff, 1900)
- Tectonatica suffusa (Reeve, 1855)
- Tectonatica tecta (Anton, 1838)
- Tectonatica violacea (G. B. Sowerby I, 1825)
- Tectonatica zonulata (Thiele, 1925)